# 良尚入道親王

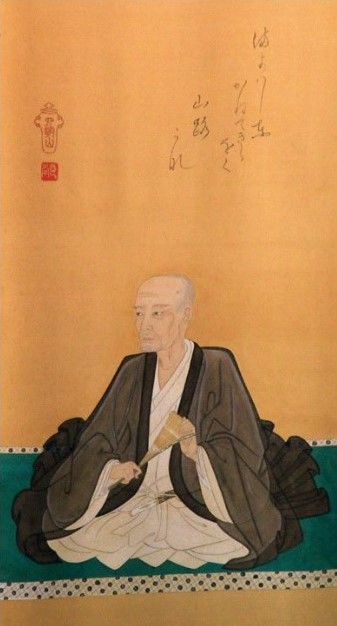
良尚入道親王(曼殊院蔵)

良尚入道親王（りょうしょうにゅうどうしんのう、元和8年12月16日（1623年1月16日）- 元禄6年7月5日（1693年8月6日））は、江戸時代前期の京都曼殊院の門跡。父は八条宮智仁親王。母は丹後国宮津藩主京極高知の娘常照院。幼称は二宮。俗名は勝行・寛恒。
曼殊院宮の付弟（ふてい）となり、1632年（寛永9年）後水尾天皇の猶子となった。1634年（寛永11年）8月に親王宣下を受け、9月に曼殊院で得度している。1646年（正保3年）3月には天台座主に任じられ、1656年（明暦2年）現在の京都御所近くにあった曼殊院を洛北一乗寺村へ移転し、伽藍を整備している。1681年（天和元年）には曼殊院の門主に任ぜられて竹之内門跡と称された。1687年（貞享4年）4月に曼殊院を退院して天松院と号した。
絵画を狩野探幽・尚信兄弟に学び、池坊華道を納めて古典に通じるなど文化人としても知られた。